# Mycocepurus goeldii
Mycocepurus goeldii är en myrart som först beskrevs av Auguste-Henri Forel 1893.  Mycocepurus goeldii ingår i släktet Mycocepurus och familjen myror. Inga underarter finns listade i Catalogue of Life.

## Bildgalleri

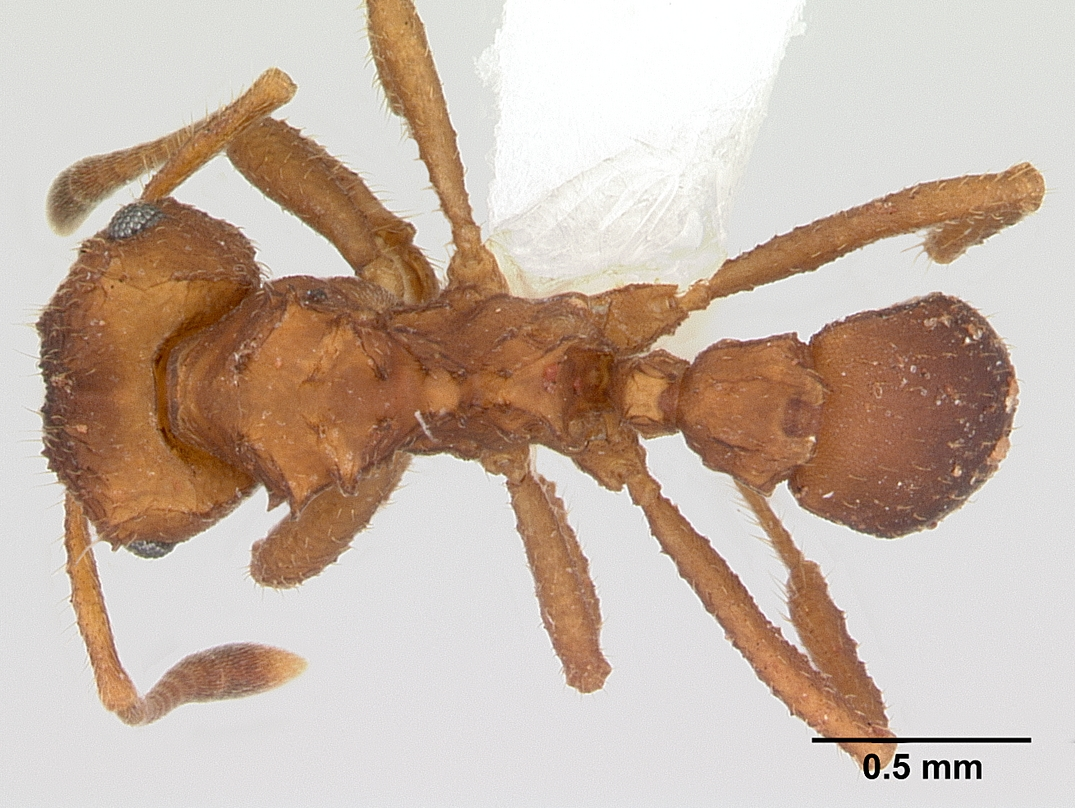
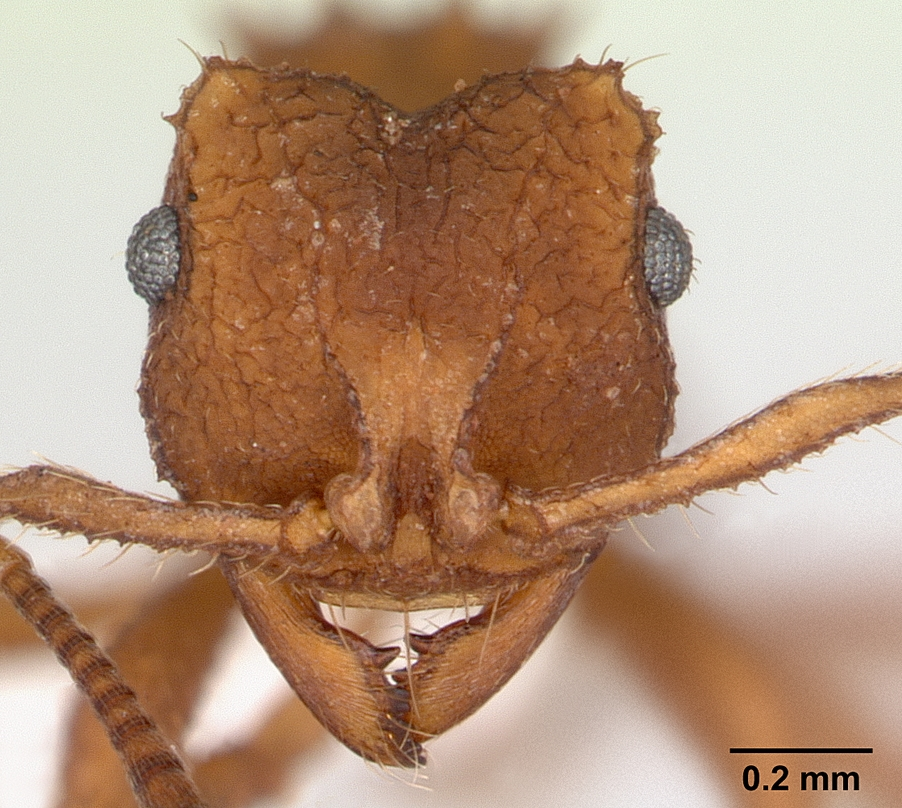
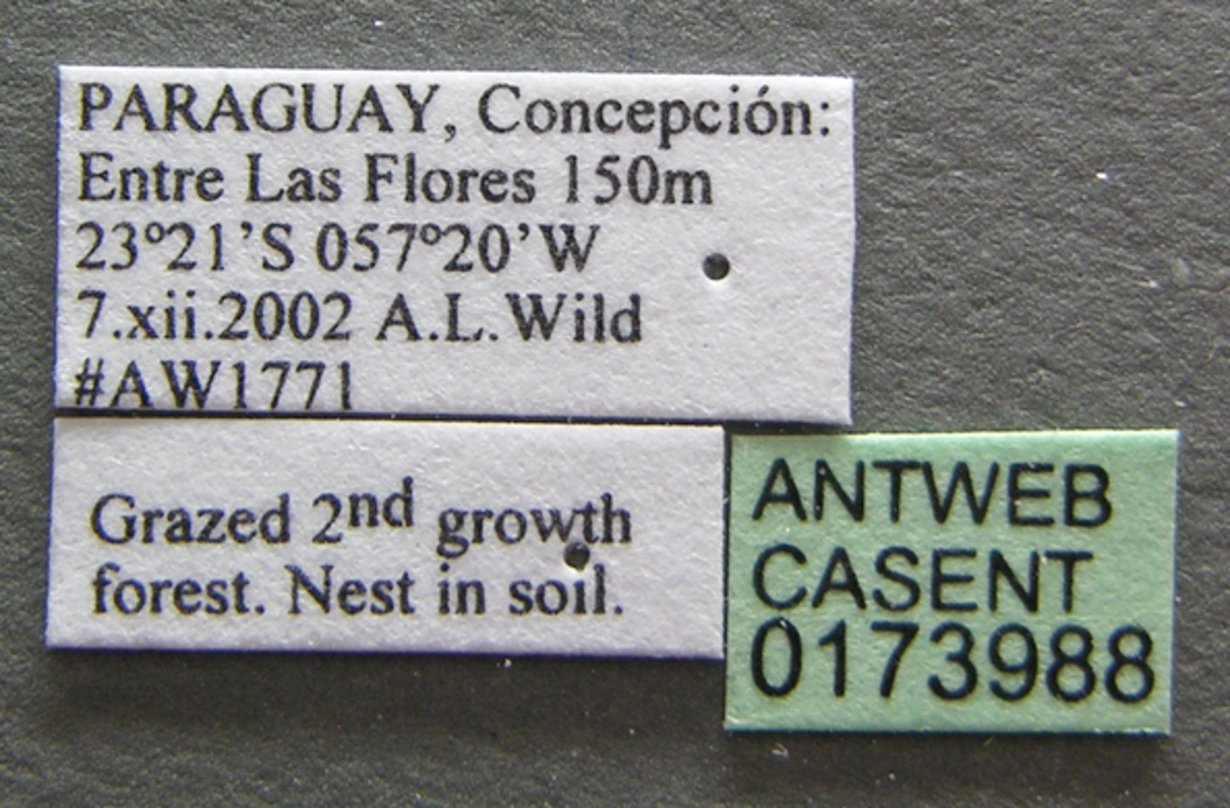
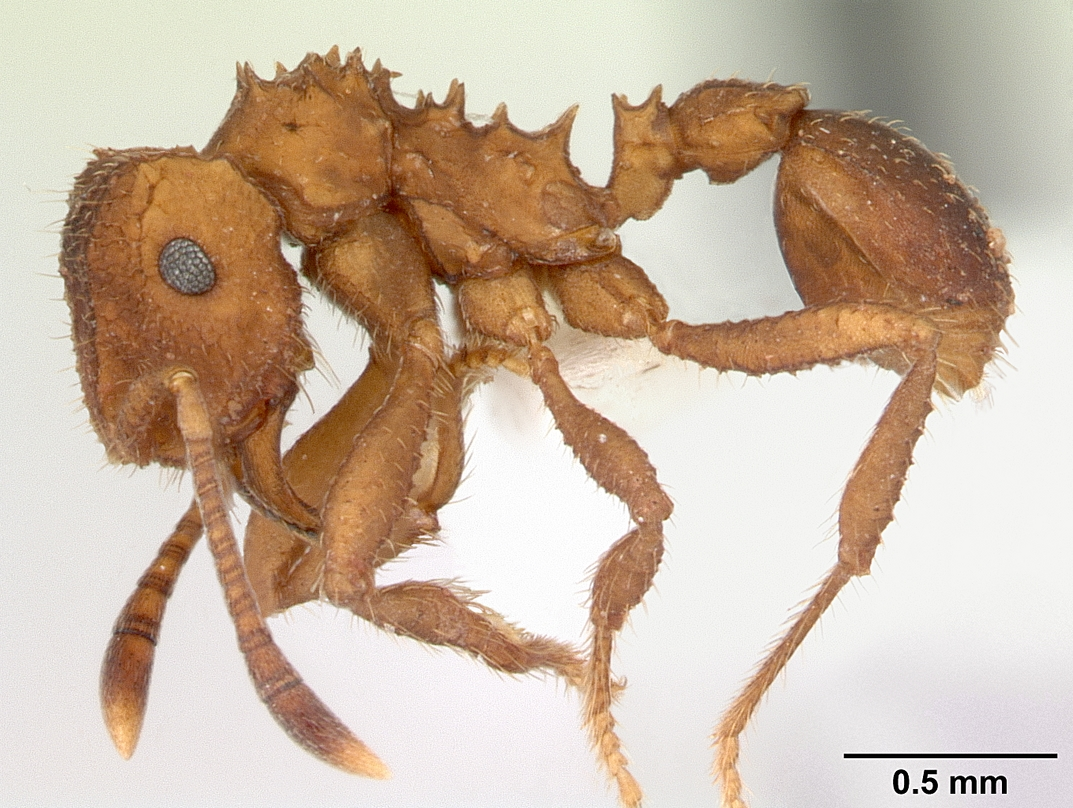